# Blatenská pahorkatina
Blatenská pahorkatina – mezoregion w obrębie Masywu Czeskiego, leżący w zachodniej części Wyżyny Czeskomorawskiej, w zachodniej części Wyżyny Środkowoczeskiej.
Położona jest w południowej części Czech, na południowy zachód od Pragi. Jej powierzchnia wynosi 1.047 km². Jest to kraina górzysta i pagórkowata. Średnia wysokość wynosi 509 m n.p.m., a najwyższe wzniesienie - Drkolná ma 729 m n.p.m.
Zbudowana jest z granitów masywu (plutonu) środkowoczeskiego oraz skał metamorficznych Moldanubikum.
Leży w dorzeczu Łaby - jej dopływów Otavy, Wełtawy, Lomnice i Úslavy.
Graniczy na północnym zachodzie ze Švihovską vrchoviną, na północy, na krótkim odcinku, z makroregionem Brdská oblast, na północnym wschodzie Benešovską pahorkatiną, na wschodzie z Táborská pahorkatina, na południowym wschodzie z Kotliną Budziejowicką i na południu i południowym zachodzie z regionem Šumavské podhůří.

## Podział
Wyżyna Blateńska:
- Horažďovická pahorkatina
- Nepomucká vrchovina – najwyższe wzniesienie – Drkolná - 729 m n.p.m.

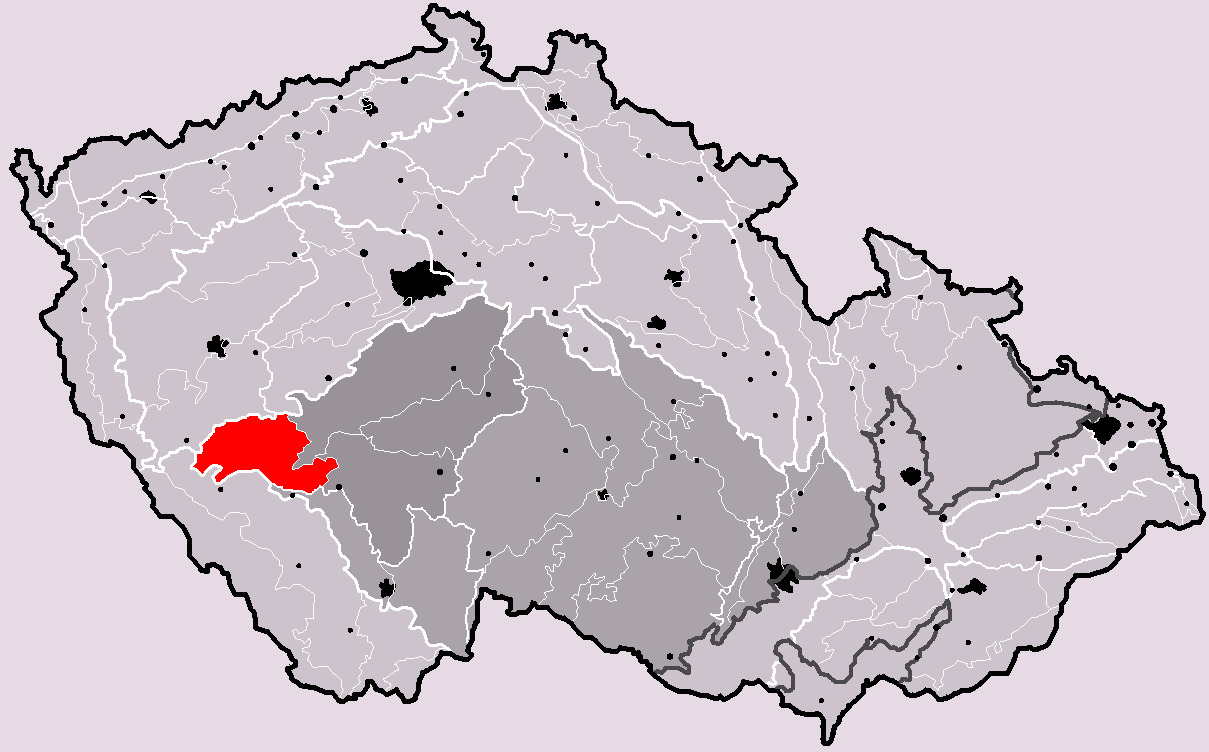
Położenie Blatenskiej pahorkatiny